# Иоффе, Григорий Адольфович
Григо́рий Адо́льфович Ио́ффе (укр. Григорій Адольфович Іоффе; 3 апреля 1953, Симферополь — 17 ноября 2020, Симферополь) — украинский и российский политический деятель.
Председатель Общественной палаты Республики Крым с 30 июня 2014 по 17 ноября 2020. Первый заместитель Председателя Верховного Совета Крыма в 2009—2010 годах и в феврале—марте 2014 года.
Член Всероссийской политической партии «Единая Россия».
Заслуженный журналист Украины (2003). Заслуженный журналист Республики Крым (2018).

## Биография
Отец — Адольф Абрамович Иоффе (1929—2015), ветеран Великой Отечественной войны, заслуженный энергетик Автономной Республики Крым, почётный гражданин Симферополя, депутат Верховного Совета Автономной Республики Крым IV созыва. Мать — Аэлита Михайловна Цейтлин (1929—2013), врач-неонатолог, работала в 1-м симферопольском роддоме. Бабушка по материнской линии — писательница Вера Григорьевна Михайлова.

### Образование
- 1970 — симферопольская школа № 40[5].
- 1974 — Симферопольский государственный университет им. М. В. Фрунзе по специальности «учитель русского языка и литературы».

### Карьера
- 1974—1977 — учитель русского языка и литературы Лозовской 8-летней школы, Симферопольский район, Крымская область.
- 1977—1980 — организатор внеклассной воспитательной работы Добровской средней школы, Симферопольский район, Крымская область.
- 1980—1981 — инженер-редактор ПО «Фотон», г. Симферополь.
- 1981—1990 — корреспондент, заведующий отделом, политический обозреватель газеты «Крымский комсомолец», г. Симферополь.
- 1990—1996 — политический обозреватель газеты «Крымский комсомолец», с 1992 года «Южный курьер», г. Симферополь.
- 1996—2001 — главный редактор — директор ООО "РИ "Республика Крым, г. Симферополь.
- 2001—2006 — главный редактор крымской республиканской общественно-политической газеты «Республика Крым», директор ЧП "Пресс-группа «Республика», автор и ведущий телепрограммы «Политическая кухня» (ГТРК «Крым», ТРК «Жиса»).
- октябрь 2009 — март 2010 — первый заместитель председателя Верховного Совета Автономной Республики Крым.
- май 2006 — октябрь 2009 и с марта 2010 — председатель Постоянной комиссии Верховного Совета Крыма мандатной, по депутатской этике, организации работы Верховного Совета и средствам массовой информации.
- ноябрь 2010 — 28 февраля 2014 — заместитель председателя Верховного Совета Крыма.
- С 28 февраля по 17 марта 2014 — Первый заместитель председателя Верховного Совета Автономной Республики Крым[6].
- С 17 марта 2014 года — Первый заместитель председателя Государственного Совета Республики Крым[7]. Является главой Конституционной комиссии Республики Крым и осуществляет работу по созданию новой Конституции Республики[8].
- 7 апреля 2014 года стал членом партии «Единая Россия»[9].
- 30 июня 2014 года избран председателем Общественной палаты Республики Крым[10].

Скончался 17 ноября 2020 года в Симферополе от остановки сердца, связанной с последствиями COVID-19.

### Семья
- Был женат.
- Сын — Денис Григорьевич Иоффе, доктор наук, специализируется на поэзии «серебряного века», работает в Гентском университете в Бельгии[3].

## Уголовное преследование на Украине
Прокуратурой АРК, работающей в Киеве, был обвинён в «государственной измене», в связи с чем был объявлен в розыск.

## Награды
- Заслуженный журналист Украины (2003);
- Знак отличия Автономной Республики Крым «За верность долгу» (1 апреля 2013) — за значительный личный вклад в социально-экономическое развитие Автономной Республики Крым, многолетний добросовестный труд, высокий профессионализм, плодотворную общественно-политическую деятельность и в связи с 60-летием со дня рождения[14];
- Орден «За заслуги» III степени (Украина, 24 августа 2013) — за значительный личный вклад в государственное строительство, социально-экономическое, научно-техническое, культурно-образовательное развитие Украины, весомые трудовые достижения и высокий профессионализм[15];
- Орден Дружбы (Россия, 2014)[16];
- Орден «За верность долгу» (13 марта 2015) — за особые заслуги при выполнении служебного и гражданского долга, безупречное исполнение служебных обязанностей, мужество, самоотверженность и инициативу, проявленные в период организации и проведения общекрымского референдума[17];
- Медаль «За освобождение Крыма и Севастополя» (17 марта 2014) — за личный вклад в дело по возвращению Крыма в Россию[18];
- Заслуженный журналист Республики Крым (30 марта 2018) — за активную общественно-просветительскую деятельность, способствующую развитию гражданского общества в Республике Крым, укреплению социального партнерства и согласия, многолетний добросовестный труд, высокий профессионализм и в связи с 65-летием со дня рождения[19].

## Произведения
- Иоффе Г. А. «Перечитывая заново». Субъективная ретроспектива. Издательство «Таврида». Симферополь. 2013

## Общественная деятельность
- Депутат Верховного Совета Крыма пятого созыва (2006—2010).
- Депутат Верховного Совета Крыма шестого созыва (2010—2014).
- Член Партии регионов.
- Член партии «Единая Россия» (с момента избрания председателем общественной палаты приостановил членство в партии)[20]

## Память
- 21 мая 2021 года учреждена ежегодная премия Государственного совета Республики Крым по журналистике имени Г. А. Иоффе[21].
- Мемориальная доска на доме по ул. Тургенева, 20 где жил Г. А. Иоффе в 1999—2020 годах. Открыта 8 сентября 2021 года[22].